# 北部リエチュ州
北部リエチュ州(ほくぶリエチュしゅう、英語：Northern Liech)は、南スーダン北東部の上ナイル地方北西部のにかつて存在した州。2015年に成立し、2020年に廃止された。
2014年の人口は56万1240人。
州都はベンティウ。

## 隣接州
- 北：ルウェン州
- 東：ファンガク州
- 南：南部リエチュ州、トンジェ州
- 西：ゴグリアル州、トゥィク州

## 行政区画
以下の4郡から成る。
- グイトゥ郡
- コチュ郡
- マヨム郡
- ルブコナ郡